# مستشفى الملكة إليزابيث (لندن)
مستشفى الملكة إليزابيث هو مستشفى يقع في وولويتش في منطقة رويال بورو في غرينتش. افتتحت في مارس 2001 ويخدم المرضى من مناطق رويال بارو اوف غرينتش ولندن بارو اوف بكسلي. تم بناء المستشفى لاستيعاب الخدمات المقدمة سابقًا في مستشفى منطقة غرينتش ومستشفى منطقة بروك العام. تم تأسيس المستشفى من خلال مبادرة للتمويل الخاص. تدار من قبل صندوق لويشام اند غرينتش للرعاية الصحية.

## التاريخ
سميت المستشفى على اسم مستشفى الملكة إليزابيث العسكري، التي احتلت الموقع من عام 1977 حتى إغلاقه في عام 1995، وسمي على اسم الملكة إليزابيث الملكة الأم (التي افتتحت المستشفى في 1 نوفمبر 1978). تم بناء المستشفى العسكري في موقع ثكنة شاربنال السابقة وكان بديلاً لمستشفى هربرت الملكي في شوترز هيل  ومستشفى الملكة ألكسندرا العسكري.
شريت مستشفى جديد بموجب عقد مبادرة التمويل الخاص ليحل محل المستشفى العسكري ولاستيعاب الخدمات المقدمة سابقًا في مستشفى منطقة غرينتش ومستشفى بروك العام في عام 1998. تم بناء المستشفى الجديد بواسطة سكانسكا  بتكلفة 84 مليون جنيه إسترليني  وافتتح في مارس 2001،  وافتتحت رسميًا من قبل الملكة في 11 ديسمبر من ذلك العام.
أعلن أندرو لانسلي، وزير الدولة للصحة، في يوليو 2012 أن صندوق جنوب لندن للرعاية الصحية، الذي تشكل في عام 2009، كان من المقرر أن يدخل في تدابير خاصة ويصبح أول صندوق لديه مدير مستقل معين. تم حل الصندوق بعد ذلك من قبل جيريمي هانت، خليفة لانسلي كوزير دولة للصحة.
نقل إلى صندوق لويشام اند غرينتش للرعاية الصحية في 1 أكتوبر 2013 بعد إلغاء تاسيس صندوق جنوب لندن للرعاية الصحية.
في أعقاب انقطاع التيار الكهربائي ونقص وتسريب المياه، تم تطبيق الثقة على مرفق التمويل الاستئماني المستقل، وهو جزء من وزارة الصحة، مقابل 48 مليون جنيه إسترليني لإصلاح المستشفى في يونيو 2016. وذكرت أن «مشكلات البنية التحتية تنشأ من المشاكل الموروثة التي لم يتم حلها في الاتفاق لمدة 60 عامًا بين شركة ميديتيرين هوسبيتال وهيئة صحة غرينتش التي تم الغائها، وتنبع من الإخفاقات في معايير المواصفات والتصميم، وخفض التكاليف عند البناء وشروط العقد التي تعطي الصندوق الائتماني الحالي محدودية التعويض ضد العيوب الناشئة عن التصميم الأولي والتركيب». تمت الموافقة على الطلب في نوفمبر 2017.
في أبريل 2018، بعد تصفية شركة كاريليون في يناير 2018، أدى القلق المتجدد بشأن توفير الخدمات المخصخصة في صندوق لويتشام اند غرينش للرعاية الصحية إلى تقديم التماس، بدعم من النقابة العمالية والنائب المحلي ماثيو بينيكوك، لإعادة خدمات المرافق «الضعيفة» مرة أخرى.

## انتقادات
في فبراير 2017، فحصت شبكة الرعاية الحرجة بجنوب لندن قسم العناية المركزة بالمستشفى ووجدت نقصًا تامًا في القيادة الطبية. حيث يمكن أن تتأثر رعاية المرضى بسبب المشكلات المتعلقة بخدمة الرعاية المركزة. تم اقتراح أن «المرضى الأصغر سنًا الذين يعانون من فشل في عضو واحد» لن يتم قبولهم في العناية المركزة حتى يصابوا بفشل عضوي متعدد بسبب الضغوط على توافر السرير. لم يكن هناك سوى 3.5 من المستشارين المكافئين بدوام كامل في المشفى، مع نوبات عمل بديلة للموظفين لسد الفجوات والنقص. «لم تكن هناك مسؤولية لرعاية المرضى المتدهورين في المستشفى الأوسع». حيث لن يذهب جراحو الأنف والأذن والحنجرة في لويشام إلى وولويتش، لذلك كان لابد من إرسال المرضى الذين يحتاجون إلى فغر القصبة الهوائية إلى لويشام لإجراء عمليتهم.

## الصور

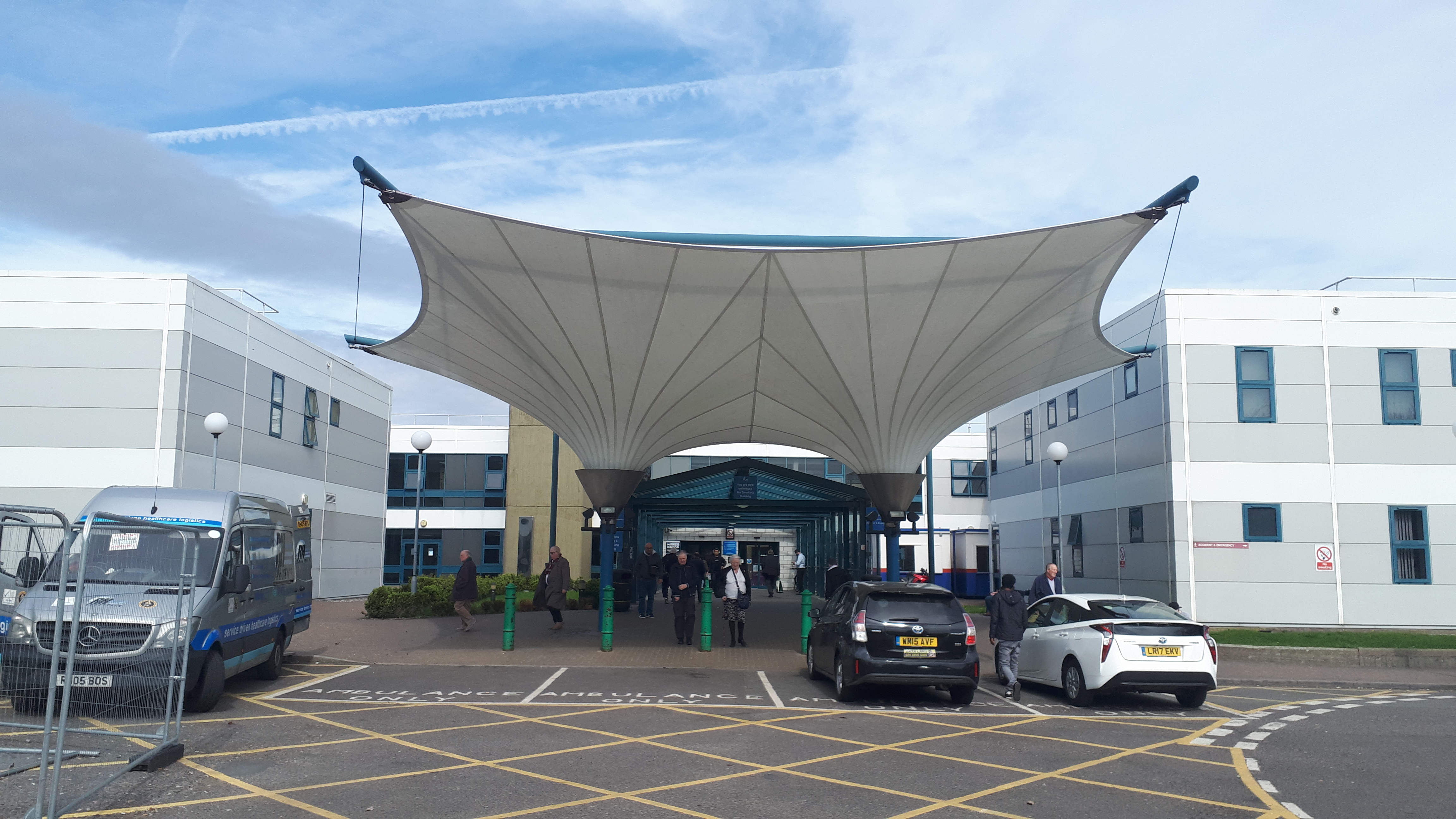
المدخل الرئيسي
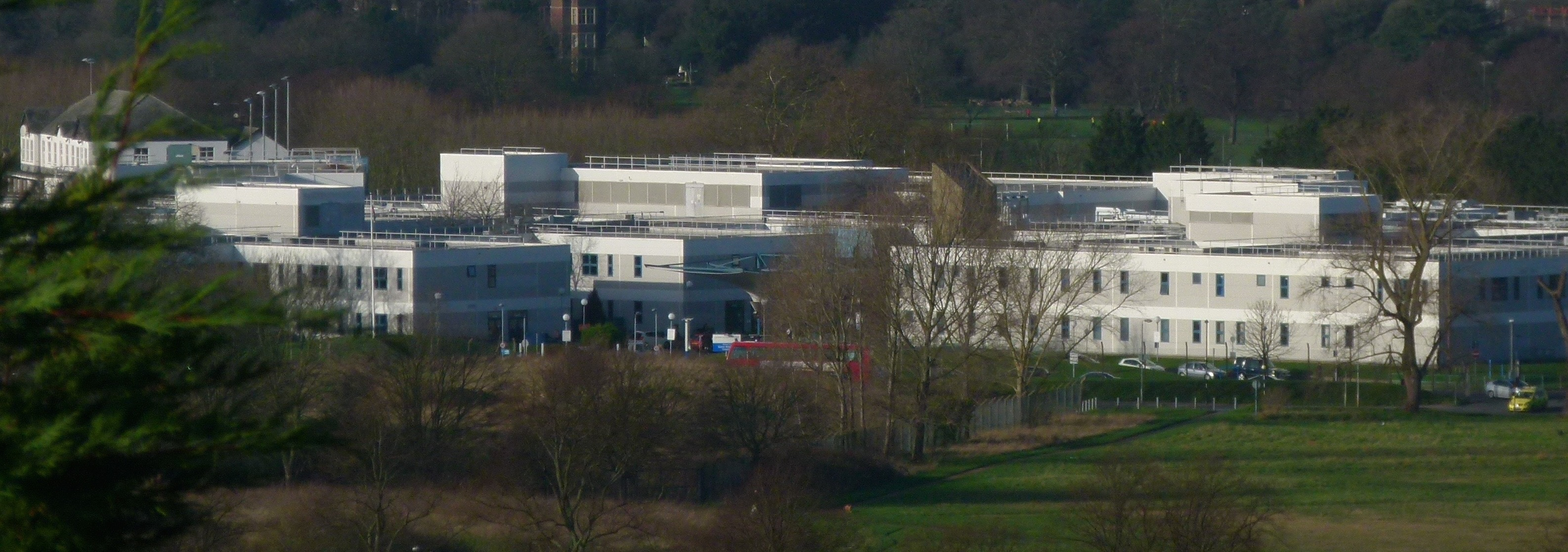
أجنحة المستشفى
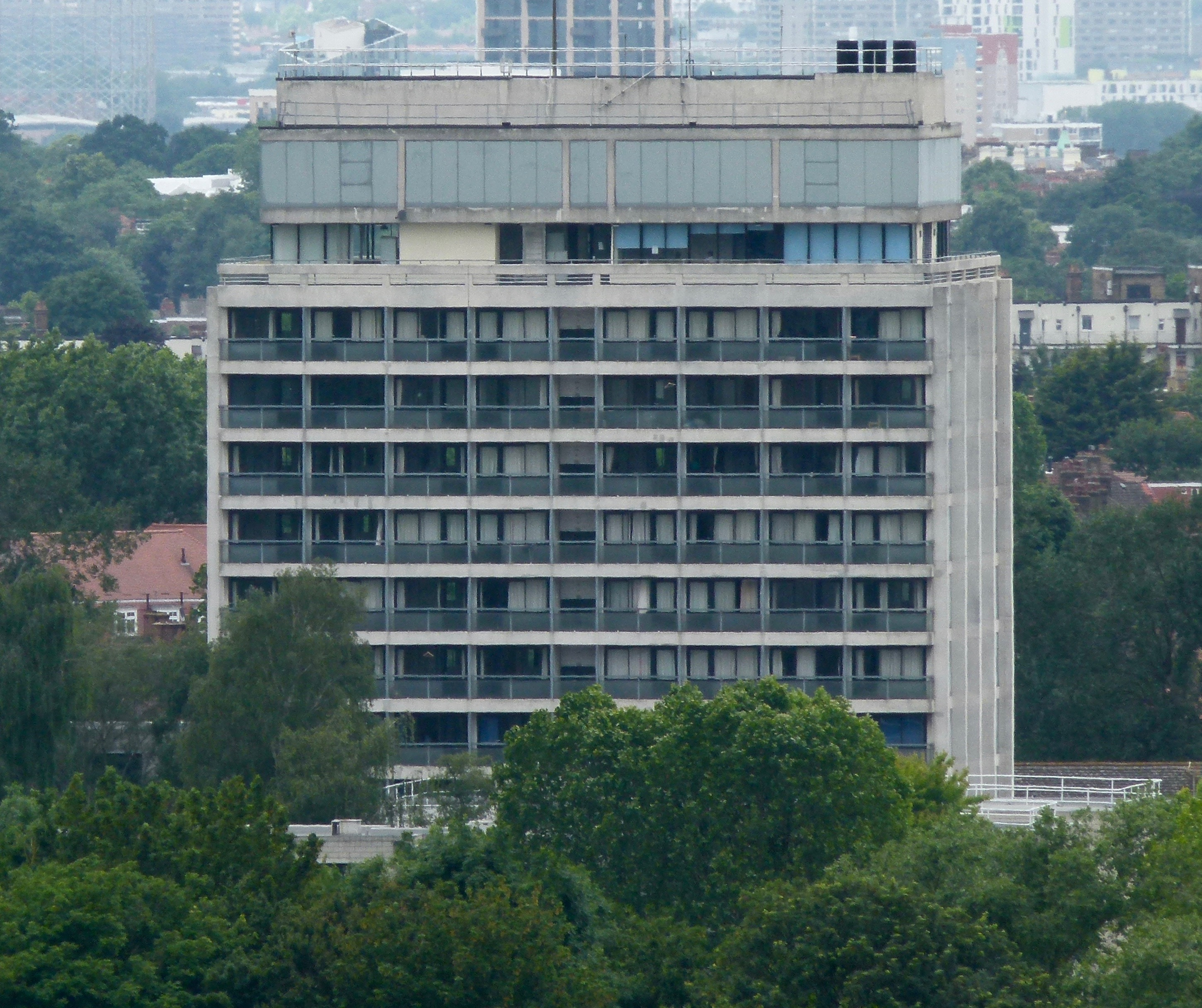
المبنى الرئيسي
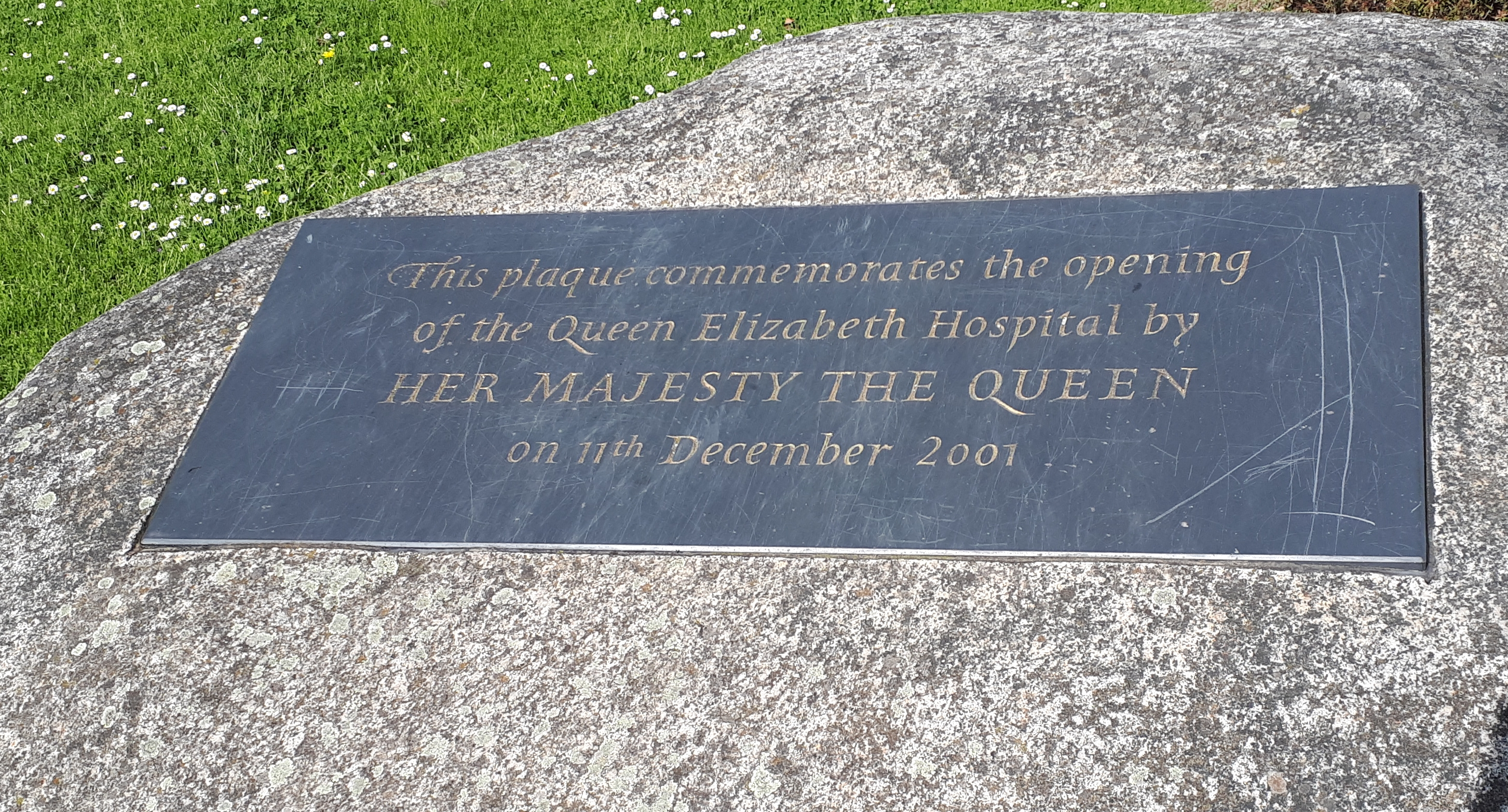
لوحة الافتتاح الرسمية للمستشفى
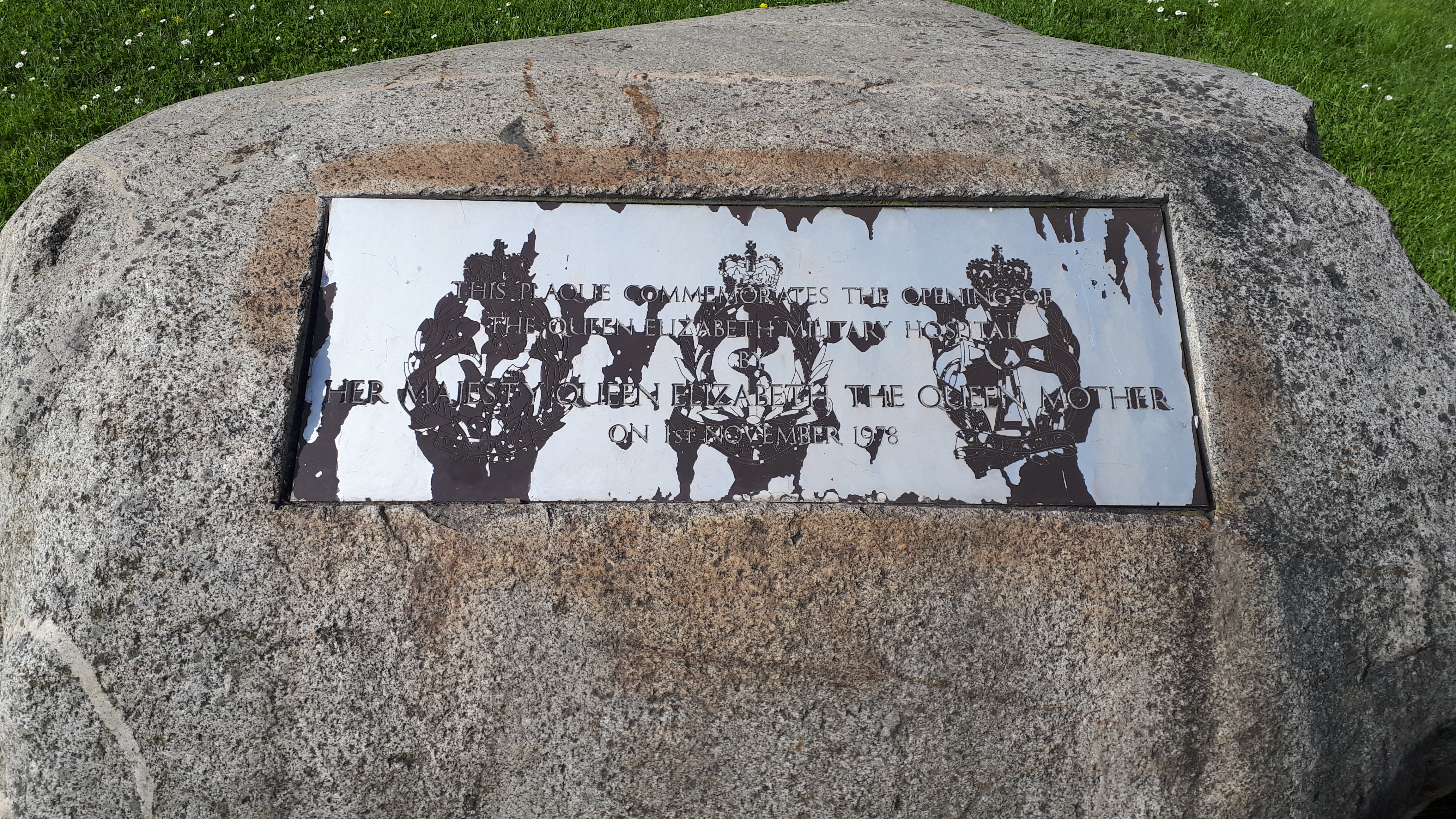
درع بمناسبة افتتاح مستشفى الملكة اليزابيث العسكري
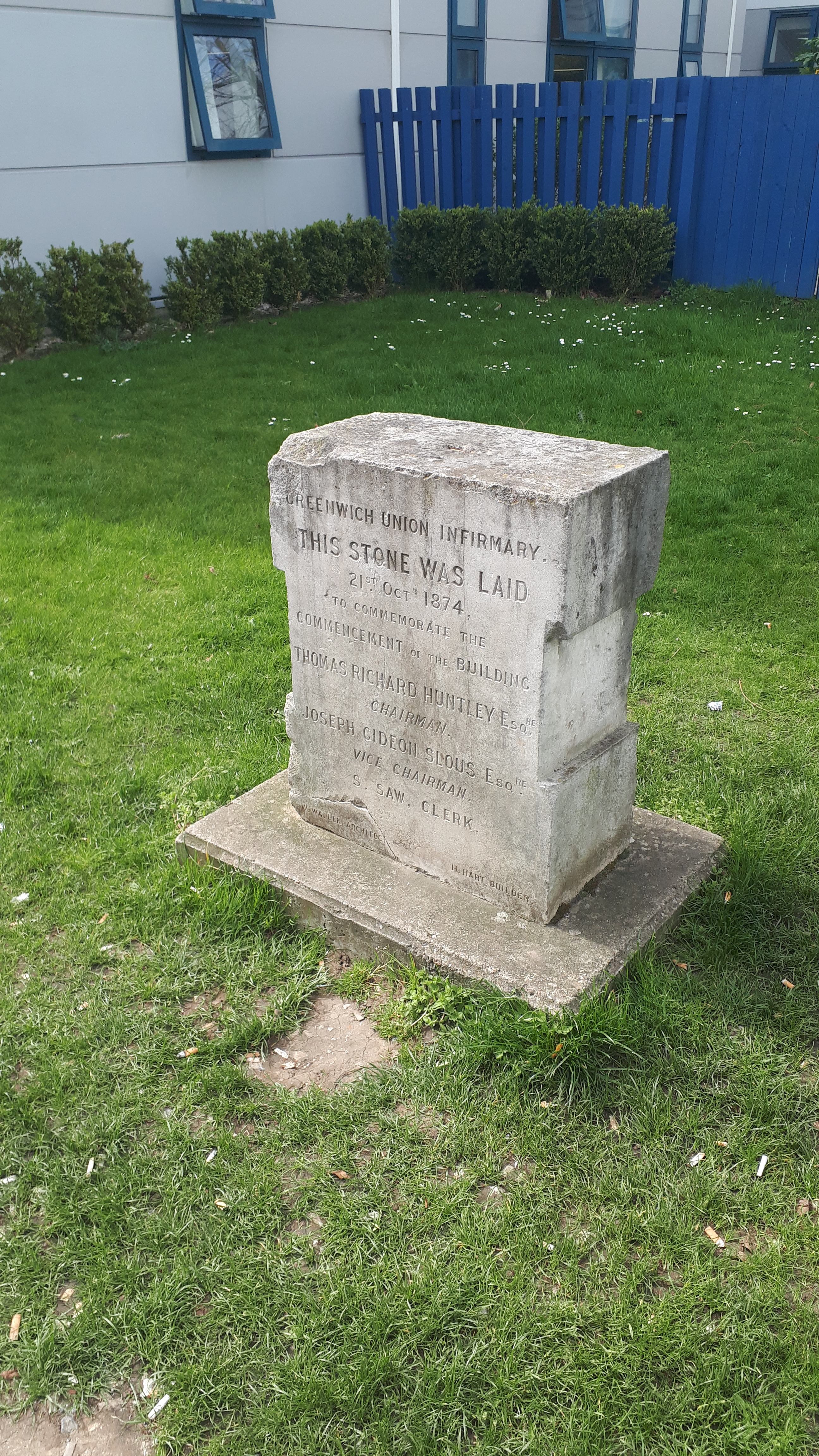
حجر الأساس من مستشفى Greenwich Union

## روابط خارجية
- موقع الصندوق
- مستشفى الملكة اليزابيث على موقع NHS
- تقارير فحص لجنة جودة الرعاية